# Лангенлонсхайм
Лангенлонсхайм (нем. Langenlonsheim) — община в Германии, в земле Рейнланд-Пфальц. 
Входит в состав района Бад-Кройцнах. Подчиняется управлению Лангенлонсхайм.  Население составляет 3680 человек (на 31 декабря 2010 года). Занимает площадь 11,91 км².